# Francesc Albiol i Navarro
Francesc Albiol i Navarro (Barcelona, 1957) és un actor de teatre i cinema català. Ha treballat en moltes obres de teatre. A la televisió, entre altres sèries, ha participat en El comisario, Jet lag, Estació d'enllaç i Ventdelplà. Al cinema ha treballat en pel·lícules com El perfum: Història d'un assassí i diverses pel·lícules de cineastes catalans com Francesc Bellmunt, Ventura Pons o Antonio Chavarrías. Rebé el Premi d'Interpretació de la Crítica de Barcelona la temporada 1995-1996.

## Filmografia
- 1978 - L'orgia, de Francesc Bellmunt
- 1980 - Hombres rugientes, de I. Iquino
- 1981 - La quinta del porro, de Francesc Bellmunt
- 1981 - La batalla del porro, de Joan Minguell
- 1984 - Pa d'àngel, de Francesc Bellmunt
- 1993 - L'enfosament del Titànic, d'Antonio Chavarrías
- 1995 - Susanna, d'Antonio Chavarrías
- 1997 - Gràcies por la propina, de Francesc Bellmunt
- 1997 - Primera jugada, de Josep Maria Güell
- 1999 - Morir (o no), de Ventura Pons
- 2005 - Vorvik, de José Antonio Vitoriano
- 2005 - Animals ferits, de Ventura Pons
- 2006 - El perfum: Història d'un assassí, de Tom Tykwer
- 2010 - Bruc, de Daniel Benmayor